# معركة إيقونية (1190)
معركة إيقونية (أو معركة قونية)، وقعت في 18 مايو 1190 أثناء الحملة الصليبية الثالثة، في تجريدة فريدريك الأول إلى الأراضي المقدسة، سقطت فيها عاصمة سلاجقة الروم في أيدي القوات الصليبية.

## الخلفية
استطاع السُلطان صلاح الدين الأيُّوبي أن يُحقِّق إنجازًا هامًّا في الأعوام القليلة الواقعة بين 583 و586هـ المُوافقة لِما بين 1187 و1190م، فكسر الصليبيين كسرةً عظيمة في معركة حطِّين، ثُمَّ استرجع لِلمُسلمين بيت المقدس، وتساقطت أمامه أغلب القلاع والحُصُون التي احتلَّها الصليبيُّون في ساحل الشَّام. والواقع إنَّ تلك الخسائر، وهذا الانتصار الإسلامي، أحدثا ردَّ فعلٍ عنيفٍ في المُجتمع الغربي الذي ذُعر لِلأنباء القادمة من الشرق، فسارعت البابويَّة إلى المُناداة بِحملةٍ صليبيَّةٍ جديدةٍ لِاسترداد ما فقدته أوروپَّا في الديار المُقدَّسة. وكان الإمبراطور الألماني فريدريك الأوَّل بربروسا الأسرع في التحرُّك بين مُلُوك الغرب -على الرُغم من كبر سنِّه- إذ كان يبلغ السادسة والستين حينذاك. غادر فريدريك المذكور بلاده يوم ربيع الأوَّل 585هـ المُوافق فيه 11 أيَّار (مايو) 1189م على رأس جيشٍ تُقدِّره الأبحاث المُعاصرة بين 12,000 و15,000 مُقاتل فيهم ما بين 2,000 و4,000 فارس، وسار عبر بلاد المجر بِاتجاه القُسطنطينيَّة، وعندما وصل إلى البلقان أرسل الإمبراطور البيزنطي -وكان آنذاك هو إسحٰق الثاني أنجيلوس- إلى صلاح الدين يُعلمه بِوُصُول الصليبيين، وبِأنَّهُ لن يُمكِّنهم من العُبُور إلى آسيا.
كانت غاية الإمبراطور البيزنطي من وراء هذا العرض هي كسب صلاح الدين إلى جانبه ضدَّ الصليبيين والسلاجقة على حدٍ سواء، كما هدف أن يكسب من وراء مُحالفة صلاح الدين وضع الأماكن النصرانيَّة المُقدَّسة في الشَّام تحت رعاية الكنيسة الأرثوذكسيَّة. لكنَّ الإمبراطور اضطرَّ -تحت ضغط الأحداث لِلسماح لِأفراد الحملة الصليبيَّة بِاجتياز مضيق الدردنيل- لكنَّهُ فعل ذلك بعد أن منع عنهم المؤونة والأزواد والأقوات، ممَّا أضعفهم وأنهكهم لاحقًا. ما إن دخل الصليبيُّون بلاد سلاجقة الروم حتَّى وثبت عليهم قبائل التُركُمان البدويَّة، وأخذت تقتل وتأسر المُتأخرين منهم وتسلبهم أثقالهم، وزاد من صُعُوبة تحرُّكهم هُطُول الثُلُوج الكثيفة والبرد القارس الذي فتَّ في عضُد الجيش الصليبي وفتك بِجُنُوده فتكًا ذريعًا، فاضطرُّوا إلى أكل دوابهم وحرق بعض معدَّاتهم كي يُؤمنوا الدفء لِأنفسهم، بل إنَّهم دفنوا بعض النفائس التي أعاقت تقدُّمهم.

## المعركة
واصل الصليبيُّون زحفهم عبر الأناضول حتَّى وصلوا قونية وهم مُنهكون، وتحصَّن السُلطان قلج أرسلان بِالقلعة تفاديًا لِحُدُوث معركةٍ سافرةٍ غير مُستعد لها، لكنَّ ابنه قُطب الدين ملكشاه خرج على رأس قُوَّةٍ عسكريَّةٍ سُلجُوقيَّةٍ لِمُهاجمة الألمان أمام أسوار المدينة، إلَّا أنَّهُ لم يتمكَّن من الصُمُود واضطرَّ إلى الانسحاب تحت ضغط القتال، وعاد إلى قونية، واستطاع فريدريك بربروسا أن يشقَّ لهُ طريقًا إلى داخل المدينة، فهاجمها وأحرق أسوارها.

## نتائج المعركة

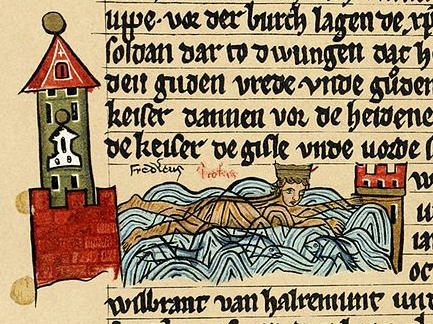
مُنمنمة ألمانيَّة تعود لِحوالي سنة 1280م تُصوِّر غرق فريدريك بربروسا.

مكث الإمبراطور الألماني خمسة أيَّامٍ في قونية، بعث خلالها بِهديَّةٍ إلى السُلطان السُلجُوقي وأعلمه أنَّ لا نيَّة له في الاستيلاء على المدينة أو أيٌ من بلاد السلاجقة، وإنَّما يُريد بُلُوغ بيت المقدس، وطلب منهُ أن يأذن لِرعيَّته في إخراج ما يحتاج الجيش إليه من قُوتٍ وغيره، فأذن لهم وأعطاهم ما يُريدون حتَّى اكتفوا وتزوَّدوا لِرحلتهم، كما طلب من ابنه ملكشاه أن يتوقَّف عن مُضايقة الصليبيين. وجرت بين العاهلين مُباحثات سياسيَّة تمخَّضت عن تعهُّد قلج أرسلان بِتأمين طريق الصليبيين إلى الشَّام عبر قيليقية، وإمدادهم بِالأدلَّاء لِإرشادهم. وحتَّى لاينكث السلاجقة بِما تعهَّدوا به طلب الإمبراطور منهم بعض الرهائن، فسلَّموه نيفًا وعشرين أميرًا، فساروا جميعًا بِاتجاه قيليقية. وبالغ بعض المُؤرخين المُسلمين في وصف روابط الصداقة والتحالف التي جمعت بين السُلطان قلج أرسلان وفريدريك بربروسا، فذكر ابن شدَّاد أنَّ السُلطان المذكور كان يُظهر شقاقه مع الإمبراطور في حين أنَّهُ في الباطن أضمر وفاقه،  في حين أشار البعض الآخر إلى مجالات التعاون بين قلج أرسلان وصلاح الدين بِشأن زحف الجيش الصليبي، فذكر ابن الأثير أنَّ السُلطان السُلجُوقي كان يُكاتب صلاح الدين بِأخبار الأعداء، ويعده بِأنَّهُ يمنعهم من العُبُور في بلاده، فلمَّا عبروها وخلفوها أرسل يعتذر بِالعجز عنهم. وبِجميع الأحوال كانت تلك الحوادث هي آخر ما ساهم به سلاجقة الروم في الحملة الصليبيَّة الثالثة، أمَّا الإمبراطور الألماني فإنَّهُ لم يصل إلى الشَّام إذ غرق في نهر گوسكوه، فعاد الكثير من جُنده إلى بلادهم.